# Haines (Alaska)
Haines è un census-designated place degli Stati Uniti d'America, capoluogo dell'omonimo borough, nello Stato dell'Alaska.